# 段原瑠々
段原 瑠々（だんばら るる、2001年5月7日 - ）は、日本の歌手、アイドル。女性アイドルグループJuice=Juiceのメンバーおよび4代目リーダー。
広島県出身。アップフロントプロモーション所属。かつてはアクターズスクール広島に在籍していた。

## 略歴
- アクターズスクール広島内のユニット・マリアル[注 1][4][5][6]、MAX♡GIRLS[注 2][7][8]として活動していた。

2013年
- 8月、『モーニング娘。12期メンバー「未来少女」オーディション』に参加するが該当者なしの結果となった。
- 9月22日、ハロプロ研修生に加入[9]。
- 12月7日 - 12月21日、『ハロプロ研修生 発表会2013 〜12月の生タマゴShow!〜』にて初お披露目。同期である研修生20期（『モーニング娘。12期メンバー「未来少女」オーディション』最終合宿参加者）と「私が言う前に抱きしめなきゃね」のダンスパフォーマンスを披露する。

2014年
- 3月 - 5月、『モーニング娘。'14コンサートツアー春〜エヴォリューション〜』に帯同[10]。
- 5月4日、『ハロプロ研修生 発表会2014 〜春の公開実力診断テスト〜』において、244票を獲得しベストパフォーマンス賞に輝く[11][12]。
- 10月 - 12月、『Berryz工房デビュー10周年記念コンサートツアー2014秋 〜プロフェッショナル〜』に帯同[13][14]。

2015年
- 3月 - 6月、『9→10周年記念℃-uteコンサートツアー2015春 〜The Future Departure〜』にチャレンジアクトとして帯同[15]。
- 10月 - 11月、『℃-uteコンサートツアー2015秋 〜℃an't STOP!!〜』にオープニングアクト等として帯同[16]。

2016年
- 4月 - 6月、『℃-uteコンサートツアー2016春 〜℃ONCERTO〜』にオープニングアクト等として帯同[17]。

2017年
- 4月 - 6月、『℃-uteコンサートツアー2017春 〜℃elebration〜』にオープニングアクトとして帯同。
- 5月5日、『Hello! Project 研修生発表会2017 〜春の公開実力診断テスト〜』において、過去最多得票である548票を獲得し3年ぶり2度目のベストパフォーマンス賞に輝く[18]。また、ハロー!プロジェクトのメンバーとしてデビューすることが発表された[19]。
- 6月26日、Juice=Juiceへの加入が発表された[20]。
- 7月15日、『Hello! Project 2017 SUMMER』にて、Juice=Juiceメンバーとして初お披露目を迎えた[21]。

2018年
- 4月18日、『SEXY SEXY/泣いていいよ/Vivid Midnight』でJuice=Juiceとしてメジャーデビュー。

2019年
- 9月6日、MAZDA Zoom-Zoom スタジアム広島で行われたプロ野球「広島東洋カープ対阪神タイガース」戦にて、国歌斉唱を務める[22][23]。

2020年
- 2月6日、右足に痛みがあり病院にて診断を受けたところ、右足親指「種子骨」の疲労骨折で約1ケ月の安静を要するとの診断を受け、しばらくの間、歌唱中心のパフォーマンスとなることを発表[24]。

2021年
- 12月31日、『Hello! Project Year-End Party 2021 〜 GOOD BYE & HELLO!〜 Juice=Juice プレミアム』にて、Juice=Juiceのサブリーダー就任が発表された[25]。

2024年
- 5月7日、1st写真集『ルルイロ』を発売[26]。
- 6月8日、『Juice=Juice Concert Tour 2024 1-LINE』広島公演にて、植村あかりのJuice=Juice卒業後にグループの4代目リーダーに就任することを発表[2]、同月15日、植村の卒業に伴い就任。

## 人物
- 姉はアクターズスクール広島の同期で元SPL∞ASHリーダーの段原梨里（だんばら りり）。「瑠々」の名前も「梨里」に由来する[27]。
- 憧れの先輩は、アクターズスクール広島の先輩でもある鞘師里保（元モーニング娘。）。
- 好きなスポーツは、陸上、ドッジボール。
- ハロプロ研修生春の公開実力テストで2度のベストパフォーマンス賞を獲得している。
- アクターズスクール広島で段原と同時期に同じクラスに在籍していたラストアイドルの米田みいなは、スクール在籍時の段原について、「すごすぎて、ライバルだとは思えなかった」と語っている[28]。
- マリアル、MAX♡GIRLSのメンバーとして共に活動していた石野理子（Aooo、元赤い公園）とは、アクターズスクール広島卒業後も連絡を取り合う仲[29]。
- 2021年11月29日現在、ハロー!プロジェクトのYouTubeチャンネル『OMAKE CHANNEL』への出演回数が最多である[30]。
- ハロー!プロジェクトの2000年代及び21世紀生まれのメンバーでグループのサブリーダーに就任したのは段原が初である。
- ハロプロ研修生時代には、週末になると広島から東京まで新幹線で片道4時間かけてレッスンに通っていた。

## 書籍
- アクターズスクール広島 25thアニバーサリーBOOK -NEW HORIZON-（2025年3月31日、PICK UP PRESS）[31]

### 写真集
- ルルイロ（2024年5月7日、オデッセー出版、撮影：鈴木ゴーダ）[26][32]

## 出演

### テレビ
- ハロプロダンス学園（ダンスチャンネルby エンタメ〜テレ）
  - シーズン8（2022年10月20日 - 2023年1月5日）
  - シーズン9（2023年4月20日 - 7月6日）
  - シーズン10（2023年10月19日 - 2024年1月4日）
  - シーズン11（2024年4月18日 - 7月4日）
  - シーズン12（2024年10月17日 - ）

### ラジオ
- 爆夜〜BAKUNAI（2021年11月28日 - 、ラジオ日本） - アシスタント（植村あかり→松永里愛と1回おきに交代）

### ウェブドラマ
- スカパー!朝のTwitterドラマ 第49作「#初めてを経験中」（2020年2月17日 - 22日、スカパー!Twitter公式アカウント） - 主演

### コンサート
- M-line Special 2021 〜Make a Wish!〜（2021年12月4日、広島国際会議場フェニックスホール、昼夜2公演） - ゲスト出演[33]
- M-line Special 2022 〜My Wish〜（2022年6月4日、戸田市文化会館、昼夜2公演） - ゲスト出演[34]
- M-line Special 2023 〜Magical Wish〜（2023年10月27日、めぐろパーシモンホール、1公演） - ゲスト出演[35]
- Juice=Juice 段原瑠々ライブ2025 〜ルルウタアンコール〜（2025年3月3日、江戸川区総合文化センター 大ホール）[36]

### イベント
- グローバルフェスタJAPAN2024（2024年9月29日、新宿住友ビル 三角広場）
- ハロプロダンス学園シーズン12 公開収録イベント2024（2024年10月15日、江戸川区総合文化センター大ホール、1公演）[37]

### 舞台
- 演劇女子部「タイムリピート 〜永遠に君を想う〜」（2018年9月28日 - 10月8日、全労済ホール／スペース・ゼロ）[38] - ツグミ 役

## 所属グループ・ユニット
- Juice=Juice（2017年 - ）
- ハロプロ・オールスターズ（2018年 - 2020年）
- スペシャルユニット
  - L!PP (from Hello! Project Dance Team)（2022年 - ）